# Archbishop Stepinac High School
Archbishop Stepinac High School ('Srednja škola nadbiskupa Stepinca') američka je katolička srednja škola u White Plainsu, New York, osnovana 1948. godine i nazvana prema Alojziju Stepincu.
Njime je upravljala katolička nadbiskupija New Yorka do školske godine 2009./2010., kada je postala neovisna.
Biskup Fulton Sheen bio je glavni govornik kod posvete škole.

## Poznati alumni
- Jon Voight

### Članci
- Mihanović, Anđelko. 2024. „Nadbiskup Stepinac će trijumfirati jer laž ne može pokoriti istinu, niti će nepravda trijumfirati nad pravdom“: odnos Meštrović-Stepinac prema dokumentaciji iz Arhiva Ivan Mestrovic Papers na Sveučilištu Notre Dame, Indiana, SAD. Crkva u svijetu. Sveučilište u Splitu - Katolički bogoslovni fakultet. Split. 59 (1): 159–180